# 1080
1080（千八十、せんはちじゅう）は自然数、また整数において、1079の次で1081の前の数である。 

## 性質
- 1080は合成数であり、約数は1, 2, 3, 4, 5, 6, 8, 9, 10, 12, 15, 18, 20, 24, 27, 30, 36, 40, 45, 54, 60, 72, 90, 108, 120, 135, 180, 216, 270, 360, 540, 1080である。 
  - 約数の和は3600。
  - 264番目の過剰数である。1つ前は1074、次は1086。
    - σ (n) ≧ 3n を満たす n とみたとき18番目の数である。1つ前は1008、次は1200。(ただしσは約数関数、オンライン整数列大辞典の数列 A023197)
    - 約数の和が平方数になる49番目の数である。1つ前は1066、次は1092。
    - 約数の和を平方した数が自身で割り切れる14番目の数である。1つ前は864、次は1521。
例：σ (1080)2 ÷ 1080 = 36002 ÷ 1080 = 12000 (ただしσは約数関数、オンライン整数列大辞典の数列 A263928)
    - n 2 ÷ σ (n) が整数になる9番目の数である。1つ前は840、次は1488。(ただしσは約数関数、オンライン整数列大辞典の数列 A090777)
例：10802 ÷ 3600 = 324

  - 約数を32個持つ2番目の数である。1つ前は840、次は1320。
  - 約数の積の値がそれ以前の数を上回る37番目の数である。1つ前は840、次は1260。(オンライン整数列大辞典の数列 A034287)
- 7を除く1桁全てと27の最小公倍数。
- 27番目の五角数である。1つ前は1001、次は1162。
  - 五角数がハーシャッド数になる11番目の数である。1つ前は782、次は1520。
- 235番目のハーシャッド数である。1つ前は1071、次は1088。
  - 9を基とする64番目のハーシャッド数である。1つ前は1071、次は1107。
- 1080 = 23 × 33 × 5
  - 3つの異なる素因数の積で p 3 × q 3 × r の形で表せる最小の数である。次は1512。(オンライン整数列大辞典の数列 A179688)
- 1080 = 180 × 6
  - 1080°= 6π (rad)。1つ前の5πは900°、次の7πは1260°。(オンライン整数列大辞典の数列 A066164)
  - 3周分の角度は1080°である。1つ前の2周は720°、次の4周は1440°。
  - 八角形の内角の和は1080°である。1つ前の七角形は1080°、次の九角形は1260°。
- 1080 = 5 × 216 = 5 × 63
  - n = 6 のときの 5 × n 3 の値とみたとき1つ前は625、次は1715。(オンライン整数列大辞典の数列 A244725)
  - n = 3 のときの 5 × 6n の値とみたとき1つ前は180、次は6480。
- 1080 = 5! × 9
  - n = 5 のときの n ! × 9 とみたとき1つ前は216、次は6480。(オンライン整数列大辞典の数列 A295473)
- 1080 = 23 + 73 + 93
  - 3つの正の数の立方数の和1通りで表せる140番目の数である。1つ前は1073、次は1088。(オンライン整数列大辞典の数列 A025395)
  - 異なる3つの正の数の立方数の和1通りで表せる76番目の数である。1つ前は1073、次は1091。(オンライン整数列大辞典の数列 A025399)
  - n = 3 のときの 2n + 7n + 9n の値とみたとき1つ前は134、次は8978。(オンライン整数列大辞典の数列 A074545)
- 1080 = 27 × σ (27) (ただし σ は約数関数)
  - n = 27 のときの n × σ (n) の値とみたとき1つ前は1092、次は1568。(オンライン整数列大辞典の数列 A064987)
- 1080 = 332 − 9
  - n = 33 のときの n 2 − 9 の値とみたとき1つ前は1015、次は1147。(オンライン整数列大辞典の数列 A028560)
- 約数の和が1080になる数は13個ある。(408, 440, 534, 568, 590, 638, 646, 718, 807, 895, 979, 1003, 1007) 約数の和13個で表せる最小の数である。次は1344。
  - 約数の和の個数 n 個で表せる最小の数とみたとき、1つ前の12個は1512、次の14個は1008。(オンライン整数列大辞典の数列 A007368)

## その他 1080 に関すること
- 1080iはテレビ放送の映像規格、数字は縦の画素数を表す。
- 殺鼠剤として用いられるモノフルオロ酢酸ナトリウムの別名を1080と称する。（en:1080 (poison)）
- SOCKSにおけるポート番号。
- 名鉄モ1080形電車は名古屋鉄道で使用されていた通勤形電車で、三河鉄道デ100形電車を同社併合時に改番したもの。
- 広島電鉄1080形電車は広島電鉄宮島線で使用されていた通勤形電車で、阪急210系電車の譲受車。
- 高松琴平電気鉄道1080形電車は高松琴平電気鉄道琴平線で使用されている通勤形電車で、京急1000形電車の譲受車。
- 熊本市交通局1080形電車は熊本市交通局の路面電車車両。
- 任天堂が発売するコンピュータゲームに、『テン・エイティ スノーボーディング』と『テン・エイティ シルバーストーム』というスポーツゲームシリーズがある。テン・エイティとはスノーボードで3回転するスピントリック名のことで、「10」と「80」を組み合わせてこの名称が付けられた。
- テレビ東京とテレビ愛知で、『1080°』という深夜番組が放送されたことがある。
- 1080p